# いちばんきれいな水
『いちばんきれいな水』（いちばんきれいなみず）は古屋兎丸原作の漫画、及びこの作品を題材とした日本映画。

## 映画版
2006年10月7日公開。まつりつくばを含め、茨城県つくば市で多くのロケが行われ、映画版の実質的な舞台となっている。

### ストーリー
小学6年生の夏美には、難しい病気に罹り8歳から実に11年間も眠り続ける姉・愛がいる。ある日、母親・陽子の妹・真理子が南米で事故に遭ったとの連絡が入り、父母は夏美と愛を残し南米へ。
夏美と愛が初めて二人きりになった夜、愛は11年間の眠りから目を覚ました。愛は19歳になった自分に戸惑い、心は8歳のまま。そんな愛に夏美は振り回される。
愛は夏美を強引に誘い出し、いちばんきれいな水のある場所へ向かい、夏美にプレゼントを渡す。
翌日、愛は再び深い眠りに入り、目を覚ますことは無かった。
夏美は、ベッドの横に置かれた絵日記を見つけ、いちばんきれいな水がある場所の秘密を知る…。

### キャスト
主演は加藤ローサで、映画初主演となる。
- 谷村　愛（19）：加藤ローサ
- 谷村夏美（12）：菅野莉央
- 真理子：カヒミ・カリィ
- 南果歩
- 田中哲司
- 松田洋治

ほか

### スタッフ
- 原作：古屋兎丸「いちばんきれいな水」（イースト・プレス刊「Wsamarus 2001」所収）
- 監督：ウスイヒロシ
- 脚本：三浦有為子
- 音楽：沢田穣治
- 撮影：蔦井孝洋
- プロデューサー：盛夏子、松本整
- 特別協力：ユナイテッド・シネマ
- 特別協賛：三井不動産
- 配給協力：日活
- 制作：ダブ
- 製作：「いちばんきれいな水」フィルムパートナーズ、アミューズソフトエンタテインメント、博報堂DYメディアパートナーズ、スカパー・ウェルシンク、ダブ
- 主題歌:「Beautiful Water」AMADORIによる書き下ろし
- 上映時間：90分